# Miklavž na Dravskem polju (gemeente)
Miklavž na Dravskem polju (Duits: Sankt Nikolai) is een gemeente in Slovenië. De plaats werd voor het eerst vermeld in 1202. In de 16e eeuw werd begonnen met de bouw van een kerk, die in 1662 werd voltooid. Het hoogaltaar in renaissance dateert uit 1778.
Het gebied was lange tijd in bezit van de familie Herberstein, die in de 17e eeuw een jachtslot in Miklavž bouwden.
Benedikt · Cerkvenjak · Cirkulane · Destrnik · Dornava · Duplek · Gorišnica · Hajdina · Hoče-Slivnica · Juršinci · Kidričevo · Kungota · Lenart · Lovrenc na Pohorju · Majšperk · Makole · Maribor · Markovci · Miklavž na Dravskem polju · Oplotnica · Ormož · Pesnica · Podlehnik · Poljčane · Ptuj · Rače-Fram · Ruše · Selnica ob Dravi · Slovenska Bistrica · Središče ob Dravi · Starše · Sveta Ana · Sveta Trojica v Slovenskih goricah · Sveti Andraž v Slovenskih goricah · Sveti Jurij · Sveti Tomaž · Šentilj · Trnovska vas · Videm · Zavrč · Žetale
1. ↑  "Prebivalstvo po starosti in spolu, občine, Slovenija, polletno". Statistični urad Republike Slovenije. Geraadpleegd op 18 april 2021.